# Axtell (Texas)
Axtell è una comunità non incorporata (unincorporated community) nella parte orientale della contea di McLennan in Texas, negli Stati Uniti. Fa parte dell'area metropolitana di Waco.
Dal momento che si tratta di una comunità dormitorio, Axtell non viene inclusa nel censimento, ma al censimento del 2000 aveva una popolazione di 2 284 abitanti, secondo lo ZIP Code Tabulation Area 76624, il codice postale di Axtell.

## Storia
Axtell fu fondata verso l'inizio del 1880 come fermata lungo la storica Cotton Belt Route tra Corsicana e Waco durante il periodo d'oro dell'espansione ferroviaria. Un ufficio postale fu istituito in città nel 1882 e prese questo nome in onore di un ufficiale della ferrovia.